# ウィスコンシン大学スティーブンスポイント校
ウィスコンシン大学スティーブンスポイント校 (UW-Stevens Point または UWSP として知られる) はウィスコンシン州スティーブンスポイントに位置する公立大学である。ウィスコンシン大学の一部で短大（準学士）課程、学士課程そして修士課程を有する。

## 歴史
UWSP は1894に Stevens Point 師範学校として開学した。1927年 Stevens Point 師範学校は4年制の教員養成大学になった。1950年代から60年代にかけて学生数の増加に伴いキャンパスが拡張された。1964年、州立大学になり修士課程が設立された。1970年代、WSU-SP からウィスコンシン大学スティーブンスポイント校に改名された。

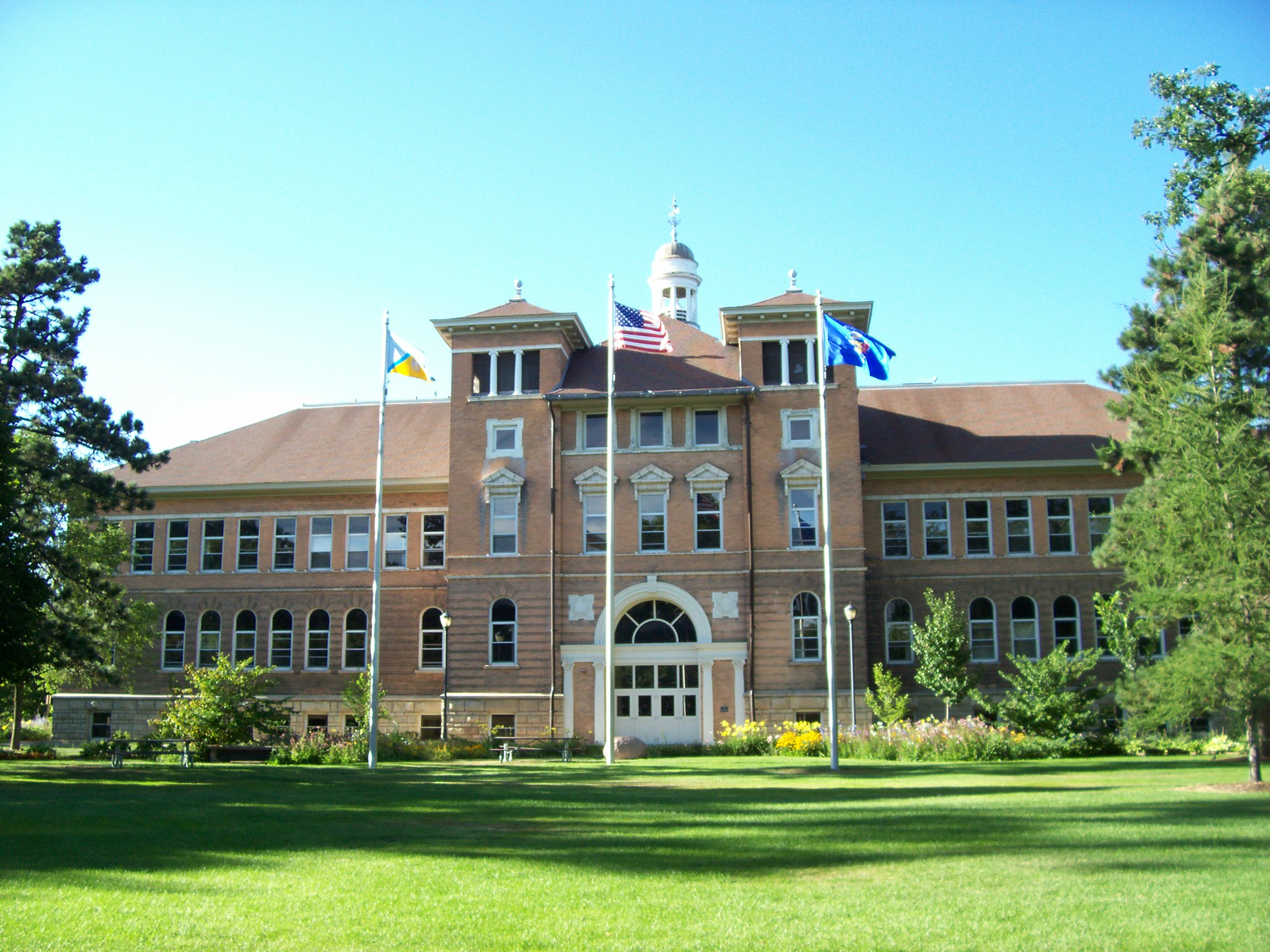
Old Main is the current Administration Building

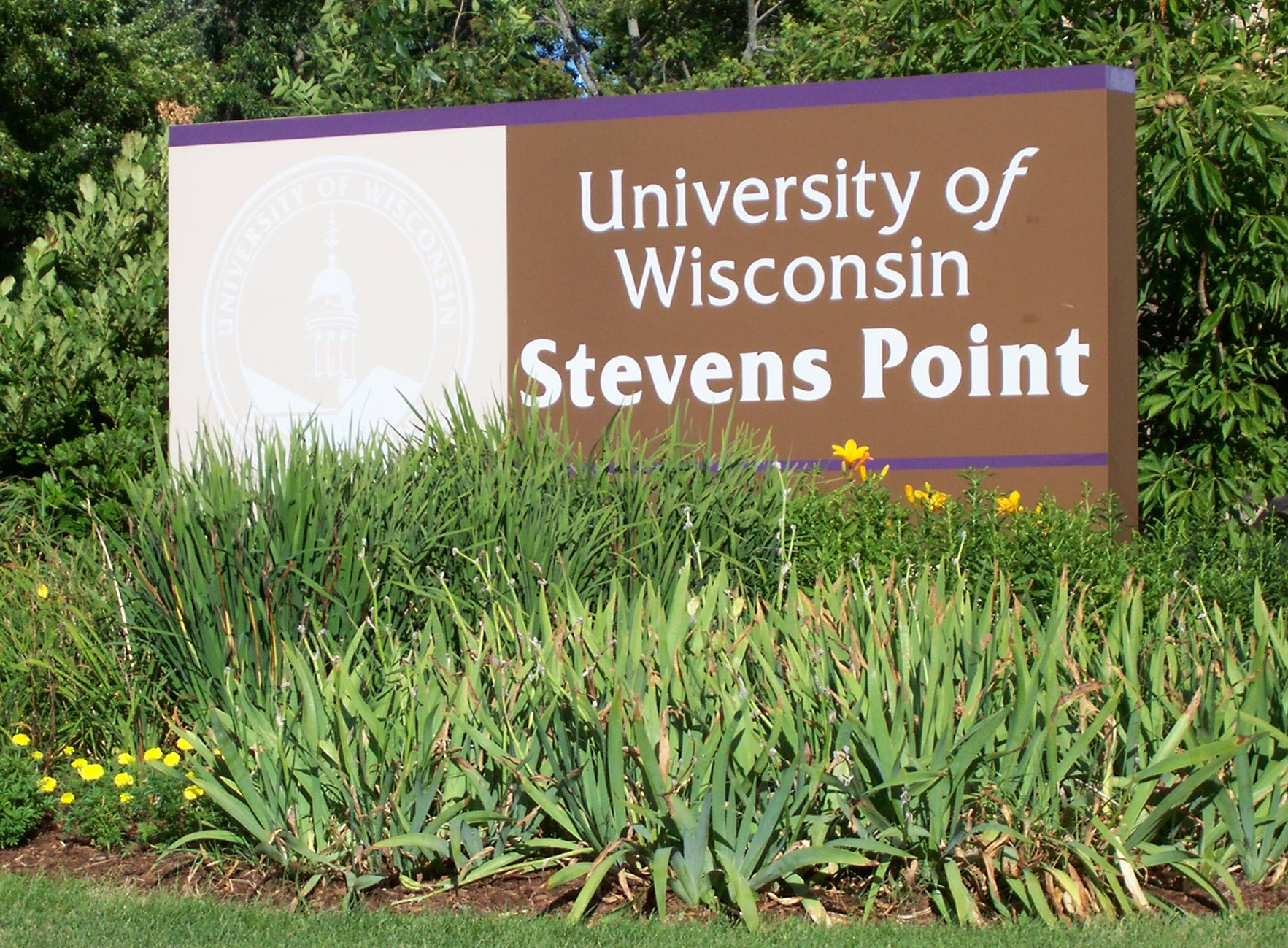
Welcome sign

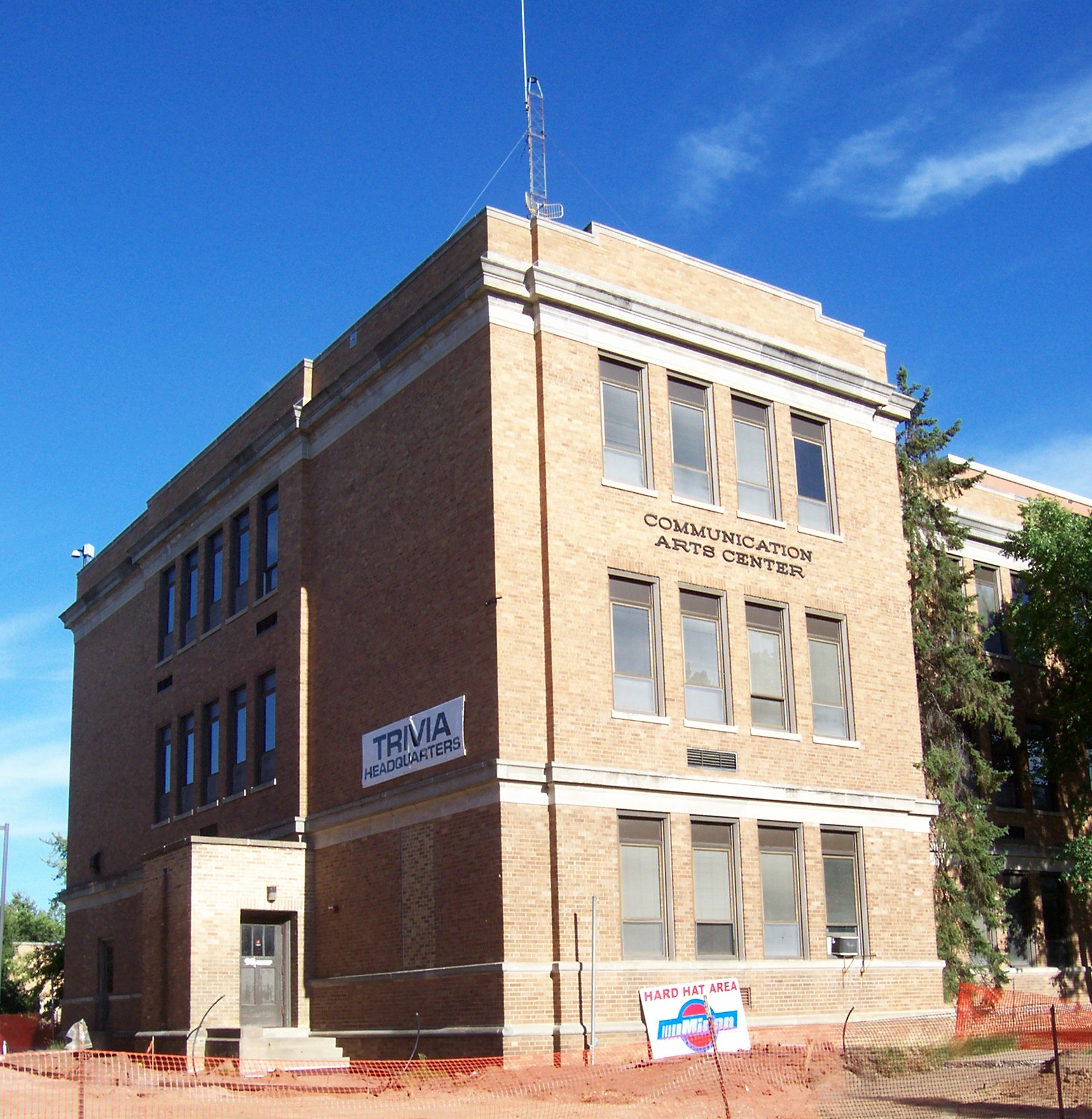
The Communication Arts building, the headquarters for the WWSP-FM trivia contest

UWSPは開学以来7万人以上の卒業生を送り出した。4万人以上がウィスコンシン在住である。

## ラジオ放送局
WWSP-FM はウィスコンシン大学スティーブンスポイント校の放送局である。中西部において学生が運用する最大級の放送局である。コマーシャルが無く89.9FMの周波数で365日6:00 a.m. から 2:00 a.m.まで放送している。(夏時間は8:00 a.m. から2:00 a.m.まで)
WWSP は世界最大のトリビアコンテストを主催する。1969年に始まり長い伝統を持つ。1000人のメンバーで構成される100チームが毎年4月に競う。
ラジオ局にはSTV STVテレビも加えられた。 